# Elvis' Gold Records Volume 4
Elvis' Gold Records Volume 4 es el trigésimo primer álbum y el cuarto álbum recopilatorio del músico y cantante estadounidense Elvis Presley, publicado por la compañía discográfica RCA Victor en enero de 1968. El álbum recoge grabaciones de estudio realizadas en un periodo de ocho años. Alcanzó el puesto 33 en la lista Billboard 200 y fue certificado como disco de oro por la RIAA en 1992.

## Contenido
Aunque seguía siendo un artista popular desde el lanzamiento de Elvis' Golden Records Volume 3, colocando ocho álbumes en el top 10 y diecisiete sencillos en el top 40, las ventas de Presley habían disminuido progresivamente. El recopilatorio Elvis for Everyone! fue su primer disco en vender menos de 300 000 copias, y sus últimas cinco bandas sonoras habían obtenido progresivamente peores resultados en el mercado musical. Además, sus sencillos no alcanzaban tampoco el top 40, y su éxito más reciente, «Bigg Boss Man», vendió 350 000 unidades, muy por debajo de las 500 000 copias necesarias para ser certificado como disco de oro.
Elvis' Gold Records Volume 4 incluyó cinco sencillos y siete caras B. Tres de las canciones no habían sido compuestas expresamente para Presley: «Love Letters» procedía de la película homónima, «Witchcraft» había sido un éxito en 1956 para The Spiders, y «What'd I Say» era un clásico de Ray Charles de 1959. Tres caras B, «Lonely Man», «A Mess of Blues» y «Just Tell Her Jim Said Hello», eran suficientemente antiguas para ser incluidas en Elvis' Golden Records Volume 3, mientras que otra cara B, «Ain't That Loving You Baby», procedía de las sesiones del 10 de junio de 1958.
Elvis' Gold Records Volume 4 fue el último de la serie homónima publicada en vida del músico. Elvis' Gold Records Volume 5, que incluyó sencillos de la etapa comprendida entre 1969 y 1977, fue publicado póstumamente en 1984. Además, la práctica de publicar LP en sonido monoaural a partir de 1968 comenzó a descender. Como resultado, RCA publicó pocas copias de Gold Records Vol. 4 en mono, que son consideradas discos de coleccionista por su rareza.

## Lista de canciones
|        |   |                                        |                                                          |                        |          |                          |          |          |
| Cara A |   |                                        |                                                          |                        |          |                          |          |          |
| No.    | Z | Título                                 | Escritor(es)                                             | Grabación              | Catálogo | Publicación              | Posición | Duración |
| 1.     |   | "Love Letters"                         | Edward Heyman, Victor Young                              | 26 de mayo de 1966     | 47−8870  | 8 de junio de 1966       | 19       | 2:30     |
| 2.     |   | "Witchcraft"                           | Dave Bartholomew, Pearl King                             | 26 de mayo de 1963     | 47−8243b | 1 de octubre de 1963     | 32       | 2:19     |
| 3.     |   | "It Hurts Me"                          | Joy Byers, Charlie Daniels                               | 12 de enero de 1964    | 47−8307b | 10 de febrero de 1964    | 29       | 2:27     |
| 4.     |   | "What'd I Say"                         | Ray Charles                                              | 30 de agosto de 1963   | 47−8360  | 28 de abril de 1964      | 21       | 3:02     |
| 5.     |   | "Please Don't Drag That String Around" | Otis Blackwell, Winfield Scott                           | 26 de mayo de 1963     | 47−8188b | 18 de junio de 1963      | −        | 1:54     |
| 6.     |   | "Indescribably Blue"                   | Darrell Glenn                                            | 10 de junio de 1966    | 47−9056  | 10 de enero de 1967      | 33       | 2:48     |
| Cara B |   |                                        |                                                          |                        |          |                          |          |          |
| No.    |   | Título                                 | Escritor(es)                                             | Grabación              | Catálogo | Publicación              | Posición | Duración |
| 1.     |   | "(You're the) Devil in Disguise"       | Bernie Baum, Bill Giant, Florence Kaye                   | 26 de mayo de 1963     | 47−8188  | 18 de junio de 1963      | 3        | 2:20     |
| 2.     |   | "Lonely Man"                           | Bennie Benjamin, Sol Marcus                              | 7 de noviembre de 1960 | 47−7850b | 7 de febrero de 1961     | 32       | 2:43     |
| 3.     |   | "A Mess of Blues"                      | Doc Pomus, Mort Shuman                                   | 20 de marzo de 1960    | 47−7777b | 5 de julio de 1960       | 32       | 2:39     |
| 4.     |   | "Ask Me"                               | Domenico Modugno, Bernie Baum, Bill Giant, Florence Kaye | 12 de enero de 1964    | 47−8840  | 22 de septiembre de 1964 | 12       | 2:07     |
| 5.     |   | "Ain't That Loving You Baby"           | Clyde Otis, Ivory Joe Hunter                             | 10 de junio de 1958    | 47−8840b | 22 de septiembre de 1964 | 16       | 2:22     |
| 6.     |   | "Just Tell Her Jim Said Hello"         | Jerry Leiber, Mike Stoller                               | 19 de marzo de 1962    | 47−8041b | 17 de julio de 1962      | 55       | 1:52     |
|        |   |                                        |                                                          |                        |          |                          |          |          |

## Personal
| - Elvis Presley − voz, guitarra - Scotty Moore – guitarra - Hank Garland − guitarra - Barney Kessell − guitarra - Chet Atkins − guitarra - Billy Strange − guitarra - Glen Campbell − guitarra - Tiny Timbrell − guitarra - Chip Young − guitarra - Harold Bradley − guitarra - Grady Martin − guitarra | - Pete Drake − steel guitar - Floyd Cramer − piano, órgano - Dudley Brooks − piano - David Briggs − piano - Artie Cane − piano - Calvin Jackson − órgano - Henry Slaughter − órgano - Bob Moore − bajo - Ray Siegel − bajo - Meyer Rubin − bajo - D. J. Fontana − batería | - Buddy Harman – batería - Hal Blaine − batería - Frank Carlson − batería - Boots Randolph − saxofón - Rufus Long − saxofón - Steve Douglas − saxofón - The Jordanaires − coros - Millie Kirkham − coros - Dolores Edgin − coros - June Page − coros |

## Posición en listas
| País           | Lista                | Posición |
| -------------- | -------------------- | -------- |
| Estados Unidos | Billboard Pop Albums | 33       |